# Kiejstut Giedyminowicz
Kiejstut, lit. Kęstutis (ur. ok. 1308/1310, zm. 15 sierpnia 1382) – książę trocki, współrządca Litwy (wraz z Olgierdem) od 1345, wielki książę litewski 1381–1382, syn Giedymina, ojciec Witolda, Zygmunta i Danuty Anny.

## Życiorys
Dokładna data urodzenia Kiejstuta nie jest znana. Dawniej sądzono, że urodził się około 1297 roku, obecnie ustala się narodziny tego księcia na około 1308/1310 roku.
Około 1344 roku poślubił Birutę. Jest to jedyna znana źródłom żona tego księcia. Dawniej badacze sądzili, że Kiejstut był dwukrotnie żonaty, obecnie ten pogląd został zarzucony.
2 lutego 1348 roku uczestniczył w przegranej bitwie z Krzyżakami nad Strawą. Mimo że Olgierd i Kiejstut zgromadzili nad Strawą wszystkie siły i posiłki z Rusi, Litwini musieli odstąpić z pola bitwy. Po tej porażce Kiejstut w 1348/1349 roku zwrócił się do króla polskiego Kazimierza III Wielkiego z prośbą o pośrednictwo i poparcie u papieża Klemensa VI w sprawie przyjęcia chrztu przez Litwę. Zanim nadeszła odpowiedź papieża, Kazimierz zaczął akcję na Rusi.
W 1351 roku Ludwik Węgierski, po zatwierdzeniu swych praw sukcesyjnych do polskiego tronu, ruszył sam na czele wojsk polskich i węgierskich przeciw Litwinom. Skierował się na ziemie Kiejstuta, chcąc wymusić na nim porzucenie sprawy ruskiej. Przebiegły książę litewski, jak już to parokrotnie czynił, zjawił się osobiście w obozie Ludwika i zawarł z nim umowę, na mocy której Kiejstut wraz z braćmi i ludem mieli przyjąć chrzest, w zamian za co Ludwik wystara się dla niego o koronę królewską. Za ofiarowaną Ludwikowi pomoc Kiejstut żądał poparcia Polski i Węgier w odzyskaniu ziem litewskich podbitych przez Krzyżaków oraz obrony przeciw nim i Tatarom. Polska i Węgry miały zorganizować na Litwie hierarchię kościelną. Węgry, Polska i Litwa miały również pozostawać w trwałym przymierzu. Sam Kiejstut zaś miał niezwłocznie udać się do stolicy Węgier, by przyjąć chrzest. Układ został uroczyście zaprzysiężony 15 sierpnia 1351 roku, dzięki czemu zwolniono uwięzionego Lubarta. Nadzieje związane z zawartym układem bardzo szybko się rozwiały. Kiejstut przy pierwszej sposobności uciekł z obozu królewskiego, zrywając cały układ. Ludwik i jego najbliżsi doradcy, którzy nie znali stosunków i taktyki litewskiej, potraktowali umowę z całą powagą, mimo że nie regulowała ona spraw ruskich, o które głównie chodziło, i zawarta była bez zgody Olgierda, co odejmowało jej wszelką wartość praktyczną.
Kiejstut, wówczas książę trocki i grodzieński, za zgodą swoich braci – Olgierda (zwierzchniego księcia Litwy), Jawnuty, Koriata i Jerzego oraz bojarów – 14 sierpnia 1358 roku w Grodnie podpisał z Siemowitem III akt rozgraniczenia rubieży państwowych Księstwa Mazowieckiego i Wielkiego Księstwa Litewskiego. Dokument stwierdzał, że terytorium po stronie mazowieckiej stanowiło powiat goniądzki ziemi wiskiej. Granica ciągnęła się od Kamiennego Brodu na granicy pruskiej, tą granicą do Rajgrodu, rzeką Nettą do Biebrzy (do Targowiska, czyli współczesnego Dolistowa), Biebrzą do ujścia Wielkiej Strugi (rzeka Brzozówka), stamtąd do źródeł rzeki Czarnej, Sokołdą do Supraśli, którą do jej ujścia do Narwi w Popielowym Siedlisku (Złotoria), a Narwią do ujścia Niewodnicy (Topilec). Sporą część tego dokumentu obrazuje zachodnia granica powiatu sokólskiego.
Po 1375 roku Kiejstut, przeniósł stolicę swojego księstwa do Nowych Trok, budując w nich murowany zamek na półwyspie. Następnie zamieszkał w nim i przeniósł do niego swój skarb książęcy. W 1377 roku zamek poniósł poważne straty po ataku krzyżackim.
W 1381 roku po zdobyciu Wilna popadł w konflikt ze swoim bratankiem, Władysławem Jagiełłą, synem Olgierda. Po tym wydarzeniu Jagiełło uwięził stryja w Krewie i niedługo później Kiejstut zmarł. Podejrzewano że mógł zostać zabity z rozkazu bratanka, jednak nie ma na to dowodów, a Jagiełło zapewnił Kiejstutowi odpowiedni pogański pogrzeb.
Powyższe wydarzenia stały się początkiem litewskiej wojny domowej, trwającej od 1381 do 1384 roku. Z małżeństwa z Birutą Kiejstut pozostawił synów: Witolda i Zygmunta, a także córkę, Ryngałłę.

## Wyprawy małopolskie
Kiejstut brał udział w dwóch wyprawach łupieżczych do Małopolski. W roku 1370, wkrótce po śmierci króla Kazimierza Wielkiego, wojska litewskie napadły – pod wodzą Olgierda – na sanktuarium świętokrzyskie zagarniając bogate łupy i biorąc w niewolę tysiące uczestników odbywającego się tam odpustu. Z tym najazdem wiąże się jedna z legend powstania herbu Świeńczyc. Kiejstut z Lubartem zajęli także Włodzimierz niszcząc tam nieukończony murowany zamek.
Druga wyprawa – pod wodzą samego Kiejstuta – dotarła aż pod Tarnów powodując wielkie spustoszenie wiosek i mniejszych miasteczek. Polska wyprawa odwetowa nie powiodła się.

## Potomstwo
- Wojdat Iwan,
- Butawd Henryk,
- NN (córka),
- Witold,
- Towciwiłł (Konrad),
- Danuta Anna,
- Mikłowsa Maria,
- Zygmunt Kiejstutowicz,
- Ryngałła Anna.